# جون كيث بينتون
جون كيث بينتون (بالإنجليزية: John Keith Benton)‏ هو عالم عقيدة أمريكي، ولد في 24 مايو 1896 في بانكس في الولايات المتحدة، وتوفي في 21 أغسطس 1956 في ناشفيل في الولايات المتحدة.